# アソシエイテッド・ブリティッシュ・フーズ
アソシエイテッド・ブリティッシュ・フーズ（英: Associated British Foods plc、ABF、ABフーズ）は、イギリス・ロンドンに本拠を置き、世界48か国で食品加工・販売や衣料品販売を展開する多国籍企業グループ。砂糖やイースト菌などの原材料を使用した食品加工、紅茶のトワイニングなど20以上の子会社によるグローサリーブランドに加えて、プライマークのブランドで衣料品販売を行う。ロンドン証券取引所上場企業（LSE: ABF）。

## 沿革
1935年にカナダ出身のW. Garfield WestonがFood Investments Limitedの名称で設立（一か月後にAllied Bakeries Limitedに改称）、20世紀半ば過ぎまで、パンの製造が事業の中心であった。1960年に現在の社名に変更、1963年にスーパーマーケットチェーンのFine Fareを買収、これは1986年に売却するが、1991年に砂糖・テンサイ製造のBritish Sugarを買収し新たな収益源とした。ABFは1997年にアイルランド地域の店舗をテスコに売却するが、2002年にユニリーバから、コーンスターチのArgoやコーンシロップのKaroなどのブランドを取得、2004年にオーストラリアのBurns PhilpからスパイスのTone'sを取得、2007年にカレーソースなどインド料理のPatak'sを取得した。アイルランド・ダブリンで創業した衣料品のプライマークは、イギリスのほかスペインやアメリカ合衆国など欧米10ヵ国以上で店舗を展開し、現在では食品加工と並ぶABFの収益の柱に成長している。